# Erax crassicauda
Erax crassicauda là một loài ruồi trong họ Asilidae. Erax crassicauda được Loew miêu tả năm 1862. Loài này phân bố ở vùng Cổ Bắc giới.